# Katharina Rhomberg
Katharina Rhomberg (* 4. Oktober 1992 in Dornbirn) ist eine österreichische Springreiterin.

## Karriere
Rhomberg kam bereits als Kind mit dem Reitsport in Berührung. Mit vier Jahren begann sie mit dem Voltigieren, später wechselte sie zum Springreiten.
Den bisher größten Erfolg ihrer Karriere feierte Rhomberg bei den Europameisterschaften 2023. Gemeinsam mit Gerfried Puck, Max Kühner und Alessandra Reich gewann sie die Bronzemedaille. Es war dies die erste EM-Medaille für eine österreichische Mannschaft im Springreiten. Durch dieses Ergebnis gelang auch die Qualifikation für die Olympischen Sommerspiele 2024 in Paris. 
Bei den Spielen setzte Rhomberg überraschend nicht auf Cuma, mit dem sie im Vorjahr bei den Europameisterschaften die Bronzemedaille gewann, sondern auf den zehnjährigen Colestus Cambridge. Im Einzel belegte sie den 36. Platz, mit der Mannschaft klassierte sie sich auf Rang 13.

## Erfolge

### Olympische Spiele
- Paris 2024: 13. Mannschaft, 36. Einzel

### Weltmeisterschaften
- Herning 2022: 12. Mannschaft, 38. Einzel

### Europameisterschaften
- Mailand 2023: 3. Mannschaft, 32. Einzel